# هگزاکلرواتان
هگزاکلرواتان (به انگلیسی: Hexachloroethane) با فرمول شیمیایی C۲Cl۶ یک ترکیب شیمیایی با شناسه پاب‌کم ۶۲۱۴ است. 

## ساخت
کلرزنی تتراکلراتیلن در دمای 100 تا 140 درجه سانتی گراد با حضور کلرید آهن رایج ترین روش تولید تجاری هگزاکلرواتان است، با این حال چندین روش دیگر وجود دارد. یک شکل خلوص بالا را می توان در مقیاس کوچک با واکنش کلر همراه با کاربید باریم تولید کرد. -محصول فرآیند کلرزنی صنعتی .

## کاربرد
هگزاکلرواتان در فرمولاسیون روان کننده های فشار بالا استفاده میشود. همچنین به عنوان یک عامل انتقال زنجیره در پلیمریزاسیون امولسیونی کوپلیمر پروپیلن تترا فلوئورواتیلن استفاده میگردد. هگزاکلرواتان به عنوان یک ضد کرم در دامپزشکی، یک تسریع کننده لاستیکی، جزء فرمولاسیون قارچ کش و حشره کش و همچنین یک دفع کننده پروانه و یک نرم کننده برای استرهای سلولز استفاده شده است. 
هگزاکلرواتان در گاز زدایی مذاب آلو مینیوم برای حذف حباب های گاز هیدروژن از آلومینیوم مذاب در ریخته گری آلومینیوم استفاده میگردد که استفاده اخیر و همچنین کاربردهای مشابه در منیزیم، در اتحادیه اروپا در حال حذف شدن است.

## به عنوان عامل دود
نارنجک‌های دودی که دود هگزاکلرواتان یا دود HC نامیده می‌شوند، از مخلوطی استفاده می‌کنند که تقریباً دارای قسمت‌های مساوی از هگزاکلرواتان و اکسید روی و تقریباً 6 درصد آلومینیوم دانه‌ای است. این دودها سمی هستند که به تولید کلرید روی (ZnCl2) نسبت داده می شود. به گفته Steinritz و همکاران. ، "به دلیل سمیت ریوی بالقوه، نارنجک های دودزا تولید کننده کلرید روی" از زرادخانه اکثر کشورهای غربی تخلیه شده اند.

## به عنوان عامل کنترل شورش در ایالات متحده
نارنجک های دود HC که اغلب به عنوان عوامل دودزا در نبرد استفاده می شود، توسط سرویس های حفاظتی فدرال و وزارت امنیت داخلی در پورتلند، اورگان در اعتراض به خشونت پلیس علیه معترضان در پورتلند استفاده شد. دود HC اغلب توسط نیروهای فدرال در طول سرکوب اعتراضات مورد استفاده قرار گرفت. راب اسپرلینگ، مدیر ارتباطات خدمات حفاظتی فدرال، علیرغم عکس‌برداری تعداد زیادی کپسول دود با برچسب "HC" توسط روزنامه‌نگاران و میزان غیرعادی روی و کلرید (دو عنصر احتراق غالب در کپسول‌های دود HC )که در مکان‌های اعتراضی یافت شدند، استفاده از این ماده را رد کرد. دفتر خدمات محیطی پورتلند برگه‌های اطلاعات ایمنی را از سرویس های حفاظتی فدرال در مورد استفاده از دود HC درخواست کرد اما این درخواست رد شد. در حالی که دود HC به طور گسترده توسط سرویس های حفاظتی فدرال در پورتلند استفاده شده است، یا در طول اعتراضات 2020-21، ادارات پلیس در شهرهای دیگر آمریکا، مانند میلواکی، ویسکانسین و دنور، کلرادو نیز مخازن دود HC را خریداری کرده‌اند. بیشترین استفاده های مستند از دود HC به عنوان یک عامل کنترل شورش در ایالات متحده رخ داده است.

#### به عنوان عامل سرکوب درخیزش ۱۴۰۱ ایران، در شهرجوانرود[1]
به گزارش شاهدان عینی و با استناد بر ویدئوهای منتشر شده در تاریخ ۲۹ آبان ۱۴۰۱ نیروهای سرکوب حکومت از یک گاز سبز کمرنگ برای متفرق کردن و سرکوب مخالفان در جوانرود استفاده کرده است. به گزارش توییتر فکت نامه که این ویدئو را بررسی کرده است احتمالا گاز استفاده شده در این ویدیو هگزاکلرواتان (HC) است ، که موقتا فعالیت سیستم عصبی مرکزی را مختل می‌کند. بعد از شلیک، یک واکنش دو مرحله‌ای در کپسول ایجاد می‌شود که در آن کلر با فلز روی ترکیب شده و کلرید روی می‌دهد که گازی به رنگ سبز کمرنگ است.

## اثرات سلامتی
بسیاری از معترضان هنگام قرار گرفتن در معرض دود سمی استفراغ و کاهش اشتها را گزارش کردند. برخی نیز تغییرات در چرخه قاعدگی را گزارش کرده اند. علیرغم استفاده مداوم از آن توسط سرویس های حفاظتی فدرال به عنوان عامل کنترل شورش، وزارت دفاع پس از گزارش سال 1994 توسط آزمایشگاه تحقیقات و توسعه بیومدیکال ارتش ایالات متحده به منظور اطمینان از ایمنی سربازان آمریکایی، شروع به حذف تدریجی استفاده از دود HC کرده است. قرار گرفتن سربازان محافظت نشده در معرض غلظت های بالای دود HC حتی برای چند دقیقه منجر به جراحات و مرگ و میر شده است. گزارش شده است.

## سمیت
هگزاکلرو اتان به خصوص در صورت مصرف خوراکی سمی نیست، اما به دلیل جذب پوست کاملاً سمی در نظر گرفته می شود. اثر اولیه، افسردگی سیستم عصبی مرکزی است. غلظتی که فوراً برای زندگی یا سلامتی خطرناک است 300 ppm و حد مجاز قرار گرفتن در معرض طبق سازمان ایمنی و بهداشت کار (1 ppm پوست) است.
هگزا کلرو اتان مشکوک به سرطان‌زایی است.